# Nothomiza
Nothomiza är ett släkte av fjärilar. Nothomiza ingår i familjen mätare.

## Bildgalleri

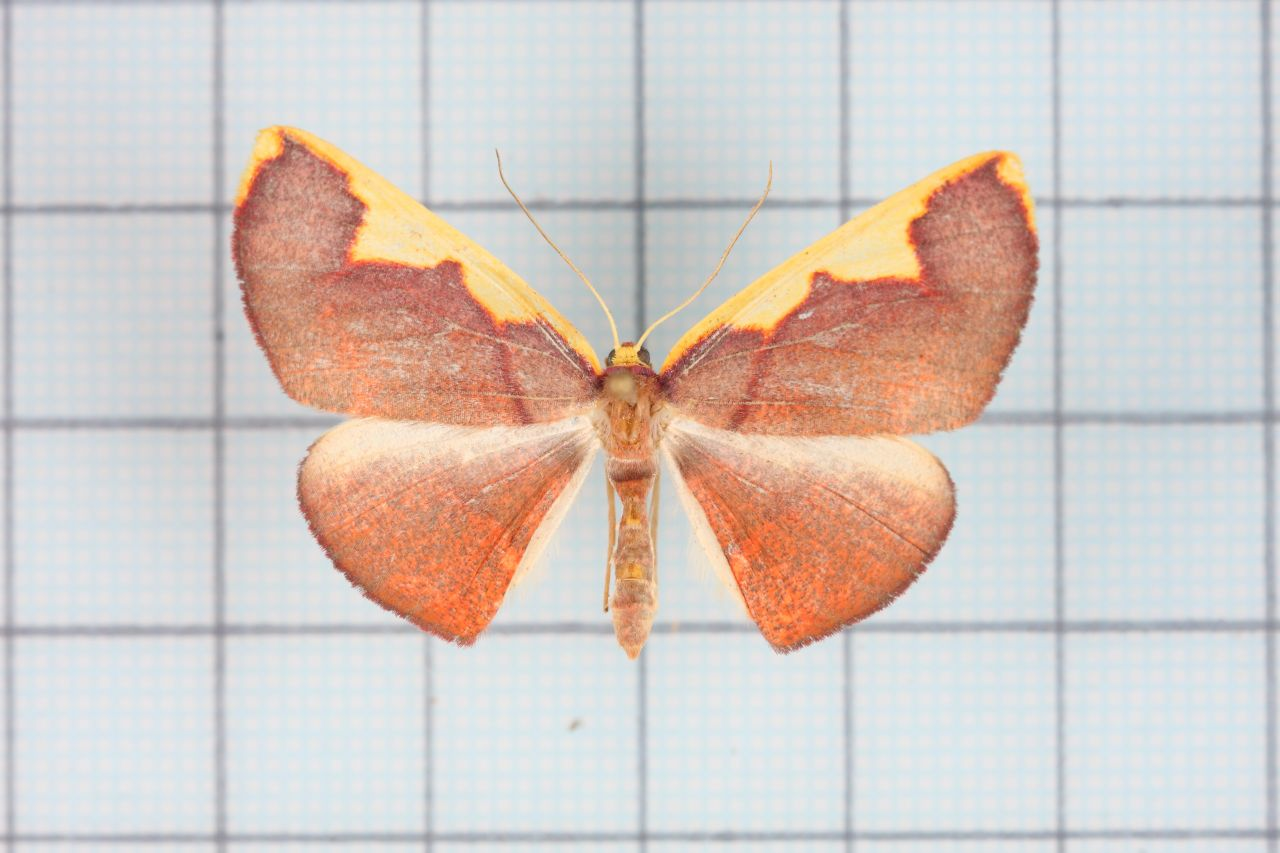

## Dottertaxa tillNothomiza, i alfabetisk ordning[1]
- Nothomiza achromaria
- Nothomiza aegriviridis
- Nothomiza aquata
- Nothomiza ateles
- Nothomiza aureolaria
- Nothomiza basisparsa
- Nothomiza binotata
- Nothomiza cinerascens
- Nothomiza costalis
- Nothomiza costinotata
- Nothomiza costipicta
- Nothomiza dentisignata
- Nothomiza flavicosta
- Nothomiza flaviordinata
- Nothomiza formosa
- Nothomiza grata
- Nothomiza intensa
- Nothomiza ithyterma
- Nothomiza lycauges
- Nothomiza melanographa
- Nothomiza nana
- Nothomiza oxygoniodes
- Nothomiza peralba
- Nothomiza perichora
- Nothomiza pulchra
- Nothomiza rectangula
- Nothomiza sordida
- Nothomiza subbasalis
- Nothomiza submediostrigata
- Nothomiza triangulifera
- Nothomiza viridis
- Nothomiza xanthocolona